# Nueva España (Montevideo)
Nueva España, también conocido como Nuevo España, es un barrio de la ciudad de Montevideo, perteneciente al Municipio F y al Centro Comunal Zonal 9. Limita con los barrios La Chancha (al norte), Punta de Rieles (al oeste) y la zona de Bañados de Carrasco (al sureste).
Sus límites son la calle Siberia (con Punta de Rieles), Pje. Galicia, Pje. Timón y Pje. Tero (con La Chancha), y el Camino Delfín y Arroyo Manga (con Bañados de Carrasco).
Este pequeño barrio, cuenta con construcciones precarias, en las que abundan los almacenes, los pasajes y caminos que posibilitan la división de sus manzanas.
En marzo de 2019 se realizaron obras en el barrio, mejorando calles y cunetas.
Dentro del barrio se ubica el Centro Deportivo y Educativo Rugby Inclusivo del Uruguay, en la calle Servidumbre esquina Eridiano. Al final de la calle Servidumbre se puede acceder a la plaza "Rincón de Nueva España". También dentro del barrio se encuentra la sede social del Club Social y Deportivo Los Halcones, sobre Pasaje Hornero. El club también cuenta con un predio cedido donde se ubica su cancha llamada "Carlos Estévez" y utilizada como campo de entrenamiento, en Servidumbre esquina Hidra, ubicada por delante del Pasaje Esperanza y próxima a la calle Eridiano.
El barrio comenzó a ser noticia por algunos hechos delictivos.